# Лейкленд (Джорджія)
Лейкленд (англ. Lakeland) — місто (англ. city) в США, в окрузі Ланьєр штату Джорджія. Населення — 2875 осіб (2020).

## Географія
Лейкленд розташований за координатами 31°2′27″ пн. ш. 83°4′29″ зх. д. / 31.04083° пн. ш. 83.07472° зх. д. (31.040817, -83.074730).  За даними Бюро перепису населення США в 2010 році місто мало площу 8,12 км², з яких 8,00 км² — суходіл та 0,12 км² — водойми.

## Демографія
Згідно з переписом 2010 року, у місті мешкало 3366 осіб у 1192 домогосподарствах у складі 781 родини. Густота населення становила 415 осіб/км².  Було 1431 помешкання (176/км²).
Расовий склад населення:
| - 53,4 % — білих - 41,3 % — чорних або афроамериканців - 1,4 % — азіатів - 0,1 % — корінних американців - 1,5 % — осіб інших рас |

До двох чи більше рас належало 2,1 %. Частка іспаномовних становила 3,9 % від усіх жителів.
За віковим діапазоном населення розподілялося таким чином: 26,9 % — особи молодші 18 років, 60,0 % — особи у віці 18—64 років, 13,1 % — особи у віці 65 років та старші. Медіана віку мешканця становила 32,2 року. На 100 осіб жіночої статі у місті припадало 100,0 чоловіків;  на 100 жінок у віці від 18 років та старших — 95,9 чоловіків також старших 18 років.
Медіана доходів становила 36 271 долар для чоловіків та 26 481 долар для жінок. За межею бідності перебувало 31,3 % осіб, у тому числі 51,1 % дітей у віці до 18 років та 10,5 % осіб у віці 65 років та старших.
Цивільне працевлаштоване населення становило 940 осіб. Основні галузі зайнятості: роздрібна торгівля — 35,3 %, освіта, охорона здоров'я та соціальна допомога — 26,1 %, публічна адміністрація — 11,4 %, виробництво — 9,4 %.